# Hyperhomocysteïnemie
Hyperhomocysteïnemie is een verhoogde waarde van het aminozuur homocysteïne in het bloed. Homocysteïne kan in het menselijk lichaam met behulp van enzymen aangemaakt worden uit een ander aminozuur, methionine. Er kan iets fout gaan bij deze omzetting of stofwisseling, waardoor het gehalte aan homocysteïne te hoog kan worden. Het normale homocysteïne-gehalte in het bloed is ongeveer 13-14 µmol/liter voor mannen en 12-13 µmol/liter voor vrouwen. Een waarde boven de 15 µmol/liter is te hoog. Dit gehalte moet wel bepaald zijn wanneer iemand 12 uur lang niet gegeten of gedronken heeft (nuchter is). Er zijn verschillende oorzaken voor een verhoogd homocysteïne-gehalte. Een te hoog gehalte aan homocysteïne in het bloed is geassocieerd met gezondheidsproblemen.

## Oorzaken

### Familiaire Hyperhomocysteïnemie
In sommige families komt een erfelijke vorm van hyperhomocysteïnemie voor. Enzymen die betrokken zijn bij de werking van homocysteïnemie werken niet goed, waardoor het homocysteïne-gehalte te hoog wordt. In ongeveer 10% van de personen bij wie een hyperhomocysteïnemie gevonden wordt, blijkt er een erfelijke oorzaak te zijn.Het komt vaker bij vrouwen dan mannen voor.

### Vitaminegebrek
De enzymen die de stofwisseling van homocysteïne verzorgen, werken alleen wanneer er voldoende vitamine B6, vitamine B11 (foliumzuur) en vitamine B12 is. Een tekort aan deze vitamines kan dan leiden tot een verhoogd homocysteïnegehalte.
Een gebrek aan vitamines kan veroorzaakt worden doordat iemand niet gezond eet. De oorzaak kan echter ook liggen in een verminderde opname van vitamines door de darmen na bijvoorbeeld een maagoperatie of een darmziekte.

### Overige oorzaken
Bij iedereen stijgt het homocysteïnegehalte met de leeftijd. Hoe ouder iemand is, hoe meer kans op hyperhomocysteïnemie dus. Mannen hebben bovendien vaak een hoger homocysteïne dan vrouwen. Roken verhoogt het homocysteïne-gehalte, net als het gebruik van te veel alcohol (met uitzondering van de meeste soorten bier) en koffie. Functiestoornissen van de lever en nier kunnen een verhoogd homocysteïnegehalte veroorzaken, net als het gebruik van sommige medicijnen. Vaak wordt een te hoog homocysteïnegehalte gevonden samen met een te hoog cholesterolgehalte.

## Gevolgen

### Hart- en vaatziekten
Een te hoog gehalte aan homocysteïne is geassocieerd met atherosclerose, oftewel aderverkalking. Dit kan dan weer leiden tot hart- en vaatziekten. Hoe groot de kans is op deze gevolgen bij een verhoogd homocysteïne is niet duidelijk. Behandeling van hyperhomocysteïnemie met behulp van foliumzuur of andere B-vitaminen lijkt zinloos als secundaire preventie na hartinfarcten, bij stabiele angina pectoris en na beroertes.(1-12)

### Trombose
Mensen met hyperhomocysteïnemie hebben een verhoogde kans op trombose, oftewel het vormen van bloedstolsels in de venen of aderen. Dit kan resulteren in een trombosebeen of een longembolie.

### Herseninfarct / TIA
Mensen met hyperhomocysteïnemie hebben een verhoogde kans op een herseninfarct of TIA.

### Problemen tijdens de zwangerschap
Vrouwen met een hyperhomocysteïnemie hebben een licht verhoogd risico op een miskraam, het HELLP-syndroom, groeiachterstand van het kind en een placentaloslating later in de zwangerschap.

## Diagnose
Van het hoge homocysteïne-gehalte heeft iemand in principe geen klachten. Vaak wordt de diagnose pas gesteld, wanneer iemand een van de gevolgen van hyperhomocysteïnemie meemaakt, of wanneer hyperhomocysteïnemie in de familie wordt vastgesteld. De diagnose wordt gesteld door het doen van een bloedtest, waarbij het homocysteïnegehalte gemeten wordt bij iemand die nuchter is, dat wil zeggen die twaalf uur lang niets gegeten of gedronken heeft. Vaak wordt dan meteen ook gekeken naar de hoeveelheid vitamine B11 en B12, omdat deze mogelijk de oorzaak zijn van een verhoogd homocysteïnegehalte.

### Behandeling
- Vitamine B suppletie

Er zijn veel onderzoeken gedaan naar de verlaging van homocysteinespiegels met behulp van B-vitamines: zoals foliumzuur (soms B11 genoemd), B6 en B12. Suppletie van deze vitamines geeft wel een verlaging van de homocysteïnespiegels, maar dit geeft geen verlaging van het risico op een hartinfarct, een trombosebeen of longembolie. Over vitaminesuppletie ter preventie van miskramen en placenta-loslatingen zijn nog onvoldoende gegevens beschikbaar of dit wel zinvol is.
- Betaïne / 'Trimethylglycine

Trimethylglycine (ook wel betaïne genoemd) wordt ingezet ter bestrijding van hoge homocysteïnewaarden. TMG reageert als methyldonor. Na afgifte van één methylgroep ontstaat uit TMG dimethylglycine, een natuurlijke remmer van betaïne-homocysteïne-methyltransferase. Voorzichtigheid is echter geboden; zeer vaak kan hierdoor verhoogde methioninewaarden in het bloed ontstaan, soms gepaard gaand met hersenoedeem.
- Dieet

Van het nut van diëten die rijk zijn aan vitamine B1, B6 en B12 zijn nog onvoldoende gegevens bekend.
- Behandeling andere risicofactoren

Aangezien hyperhomocysteïnemie een verhoogd risico geeft op trombose en hart-en vaatziekten kan dit een reden zijn extra streng te zijn in de behandeling van overige risicofactoren, zoals het voorkomen van bedlegerigheid in het kraambed of een extra strenge behandeling van een verhoogde bloeddruk of een verhoogd cholesterol.